# خسوس دل نرو
خسوس دل نرو (اسپانیایی: Jesús Del Nero‎؛ زادهٔ ۱۶ مارس ۱۹۸۲) دوچرخه‌سوار اهل اسپانیا است. وی در مسابقات تور دو فرانس ورجنیا ایتالیا شرکت کرده است.